# 曽我屋村
曽我屋村（そがやむら）は、かって岐阜県本巣郡にあった村である。
現在の岐阜市曽我屋などに該当する。
曽我屋村発足時は方県郡の村であったが、郡の分割により本巣郡の村となっている。

## 歴史
- 江戸中期、曽我屋村が上曽我屋村と下曽我屋村に分立する。
- 1874年（明治7年） - 上曽我屋村が下曽我屋村合併し、曽我屋村となる。
- 1889年（明治22年）7月1日 - 町村制により、曽我屋村発足。
- 1897年（明治30年）4月1日[2] - 方県郡が分割され、曽我屋村は本巣郡の村となる。
- 1897年（明治30年）4月1日 - 河渡村、寺田村、一日市場村と合併して合渡村発足。同日曽我屋村は廃止。